# Фонвизин, Михаил Александрович
Михаи́л Алекса́ндрович Фонви́зин (фон Ви́зин; 20 (31) августа 1788 года, имение Марьино Бронницкого уезда Московской губернии — 30 апреля (12 мая) 1854 года, там же) — генерал-майор, декабрист, представитель утопического социализма. Племянник Дениса Ивановича Фонвизина, старший брат Ивана Александровича Фонвизина.

## Происхождение
Родился в имении Марьино (ныне в черте города Бронницы Московской области) в семье подполковника Александра Ивановича Фонвизина (1749—1819) и его жены Екатерины Михайловны (1750—1823), похороненной в Донском монастыре.
Получил домашнее образование, затем учился в училище святого Петра (St.Petri-Schule) в Санкт-Петербурге и в пансионе при Московском университете, слушал лекции в Московском университете.

## Военная карьера

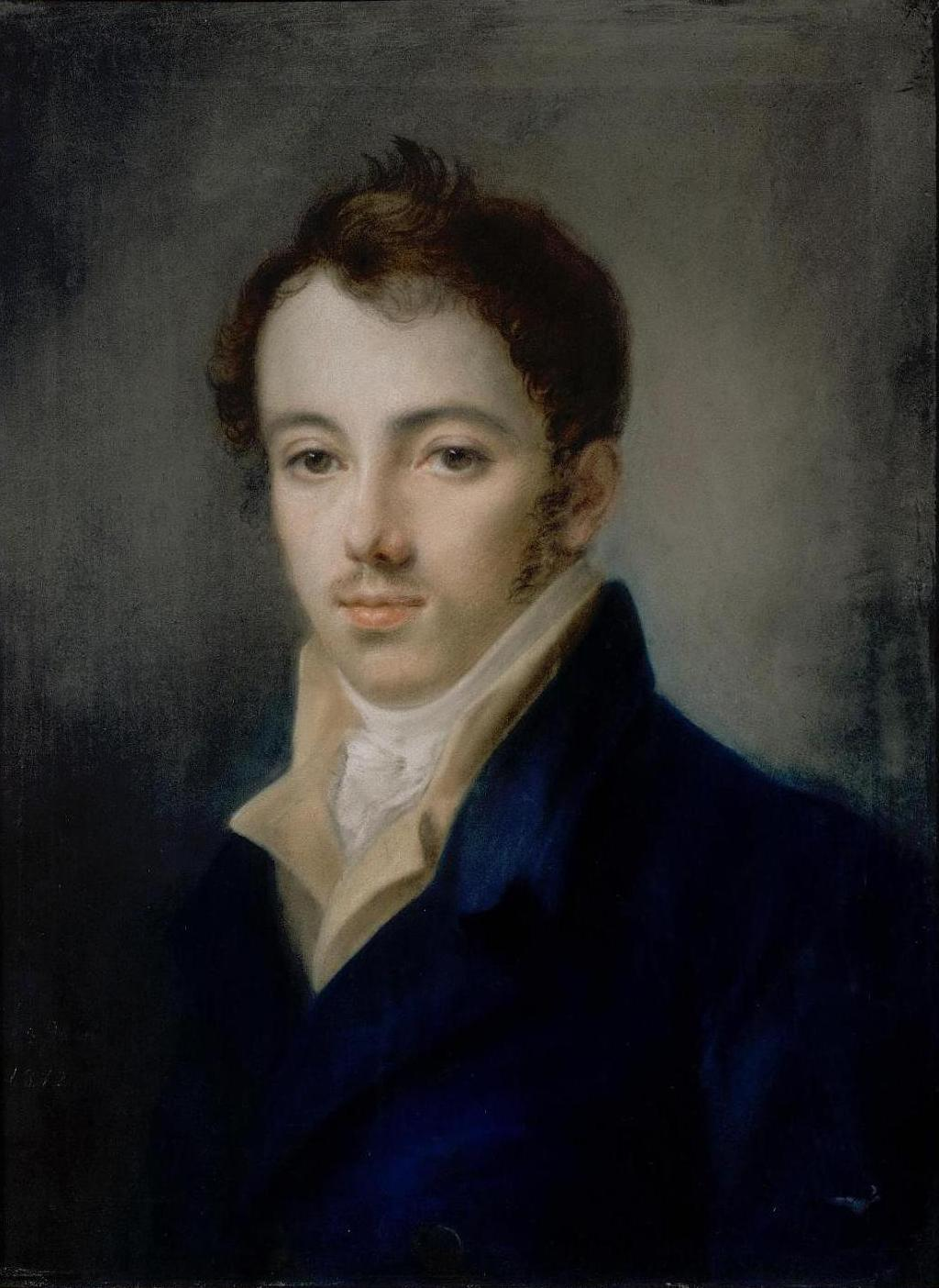
Портрет работы Алексея Гавриловича Венецианова, 1812 г.

26 мая 1801 года поступил на службу в звании подпрапорщика в Преображенский лейб-гвардии полк. 5 декабря 1803 года переведён в Измайловский лейб-гвардии полк. С 10 января 1804 года — портупей-прапорщик, с 1 декабря 1804 года — прапорщик.
Участвовал в военной кампании 1805 года и в битве при Аустерлице, где получил свой первый орден Святой Анны III степени. 14 ноября 1806 года получил чин подпоручика, а 7 ноября 1808 года — поручика.
Участвовал в военных действиях в Финляндии во время войны с Швецией (1808—1809) (Аландские острова). Был назначен адъютантом к генерал-майору Алексею Петровичу Ермолову.
Во время Отечественной войны 1812 года участвовал в боях под Витебском, под Смоленском был ранен, награждён орденом Святого Владимира IV степени с бантом. За Бородинское сражение награждён орденом Святой Анны II степени. За сражение под Малоярославцем награждён золотой шпагой за храбрость. Участвовал в сражении под Красным и в сражении на Березине. Был командиром партизанского отряда. 20 января 1813 года получил звание штабс-капитана.
В заграничных походах 1813 года участвовал в сражениях при Лютцене, при Бауцене (награждён алмазными знаками ордена Святой Анны II степени), под Кульмом, при Лейпциге, при Бар-сюр-Обе. В последнем был ранен, взят в плен и отправлен в Бретань, где участвовал в заговоре пленных. Находился в Бретани до окончания военных действий. Награждён прусским орденом «За заслуги», Кульмским крестом.
17 июля 1813 года получил чин капитана, 5 декабря 1813 года произведён в полковники. В 1814 году командовал 4-м егерским полком. С 1 июня 1815 года — командир 37-го егерского полка. В феврале 1815 года Фонвизин вместе с полком возвращался в Россию. После высадки Наполеона в бухте Жуан полк Фовизина вернулся во Францию и участвовал в военных действиях периода так называемых Ста дней (блокада Меца и Тионвиля). Оставался с полком в составе оккупационного корпуса графа Михаила Семёновича Воронцова до 1816 года.
С 22 июля 1817 года Фонвизин командует Перновским гренадерным полком. В октябре 1817 года командирован в оккупационный корпус во Францию.
С 24 января 1818 года назначен командиром 38-го егерского полка. Запретил в полку телесные наказания и завёл училище для подпрапорщиков. Получил благодарность от императора Александра I. В сентябре 1819 года полк перевели во 2-ю армию.
19 февраля 1820 года Фонвизин в чине генерал-майора назначен командиром 3-й бригады 12-й пехотной дивизии. С 23 мая 1820 года несколько месяцев командовал 3-й бригадой 22-й пехотной дивизии. 25 декабря 1822 года уволен в отставку.

## Декабрист
После выхода в отставку жил в своём подмосковном имении Крюково. Владел крепостными в Московской, Тверской, Рязанской и Костромской губерниях.
Масон. С 1817 года состоял в московской ложе «Александра тройственного спасения».
Осенью 1816 года по совету Ивана Дмитриевича Якушкина вступил в первую декабристскую организацию «Союз спасения». С 1818 года был одним из руководителей Московской управы Союза благоденствия. Был одним из инициаторов и руководителей Московского съезда 1821 года. Участвовал в подготовке к восстанию в Санкт-Петербурге в декабре 1825 года. Готовил программу и устав Северного тайного общества.
Высказывался за освобождение крестьян с минимальным земельным наделом. Выдвигал идеи общинного социализма. После 1822 года отошёл от активной деятельности в тайных организациях.
Арестован в своём имении Крюково 9 января 1826 года по приказу от 3 января 1826 года. Доставлен в Главный штаб в Санкт-Петербург 11 января 1826 года. 12 января переведён в Петропавловскую крепость.
Осуждён по IV разряду, приговорён в каторжную работу сроком на 12 лет. 22 августа 1826 года срок был сокращён до 8 лет. Отправлен из Петропавловской крепости в Сибирь 21 января 1827 года.

## Каторга и ссылка

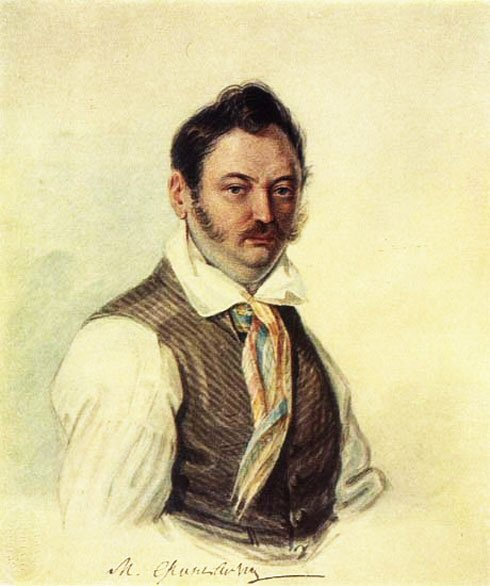
Портрет работы Николая Александровича Бестужева, около 1832 г.

7 марта 1827 года Фонвизин был доставлен в Читинский острог. В 1828 году в Читу прибыла его жена — Н. Д. Фонвизина. Из Читы переведён в Петровский Завод, куда прибыл в сентябре 1830 года. В Петровском Заводе занимался историей, философией, участвовал в деятельности каторжной «академии», делал значительные взносы в Большую артель.
По указу от 8 ноября 1832 года отправлен на поселение в Енисейск, куда прибыл 20 марта 1834 года. 3 марта 1835 года получил разрешение переехать в Красноярск. Выехал из Енисейска не ранее декабря 1835 года. 30 октября 1837 года разрешено переехать в Тобольск, куда прибыл 6 августа 1838 года. В 1839 году просил перевести его рядовым на Кавказ.
Во время эпидемии холеры в Тобольске в 1848 году вместе с другими декабристами ухаживал за больными, снабжал их медикаментами, пищей. Оказывал помощь Ивану Дмитриевичу Якушкину в создании ланкастерских школ в Ялуторовске. В семье Фонвизиных воспитывались дети жителей Тобольска.
13 февраля 1853 года Фонвизину было разрешено вернуться на родину и жить в имении брата Марьино Бронницкого уезда Московской губернии с учреждением строжайшего полицейского надзора и воспрещением въезда в Москву и Санкт-Петербург.
15 апреля 1853 года выехал из Тобольска и 11 мая прибыл в Москву. 12 мая отправлен с жандармом в Марьино. Умер 30 апреля 1854 года в Марьине, похоронен в Бронницах у городского собора.

## Автор трудов
- «Обозрение проявлений политической жизни в России»;
- «О коммунизме и социализме»;
- «О крепостном состоянии земледельцев в России»
- «О коммунизме и социализме» 1849—1851
- «Одно из воспоминаний моей молодости, 1807 г.» («Русская старина», 1881, т. XXXI);
- «Записки Фонвизина». Лейпциг, 1861, с прибавлением "Примечаний к книге «Histoire de Russie par M. M. Enneaux et Chennechot» Париж 1835;
- «Очерки русской истории». «Русская старина», 1884, т. XLII.

## Жена и дети
С сентября 1822 года его супругой стала Наталья Дмитриевна Апухтина (1805—1869), единственная выжившая дочь отставного капитана Дмитрия Акимовича Апухтина (1768—1838) и Марии Павловны Фонвизиной (1779—1842), двоюродной сестры М. А. Фонвизина. Молодая жена впоследствии последовала за мужем в Сибирь, оставив двоих маленьких сыновей на попечении родственников:
- Дмитрий (26.08.1824—30.10.1850), остался на попечении своего дяди Ивана Александровича Фонвизина; студент Московского университета, посещал кружок Михаила Васильевича Петрашевского, но избежал ареста, уехав летом 1849 года по болезни на юг, где и умер от чахотки в Одессе в семье П. Н. Поливанова;
- Михаил (4.02.1826—26.06.1851), отставной подпоручик Преображенского лейб-гвардии полка, умер в Одессе;

За первые шесть лет в Сибири у Натальи Дмитриевны родились два мертвых младенца и два живых, умерших в раннем детстве:
- Богдан, прожил несколько месяцев
- Иван (21.11.1832—8.12.1833), прожил один год.

Ещё одного мёртвого ребёнка Наталья Дмитриевна родила позже, на поселении, в Енисейске. Потеряв всех детей в Сибири, воспитывала приёмных детей: Марию Францеву, Николая Знаменского, Прасковью Свешникову, Антонину Дмитриеву. После смерти мужа и всех родных детей в 1857 году вступила во второй брак с декабристом Иваном Ивановичем Пущиным.